# Praia da Galheta

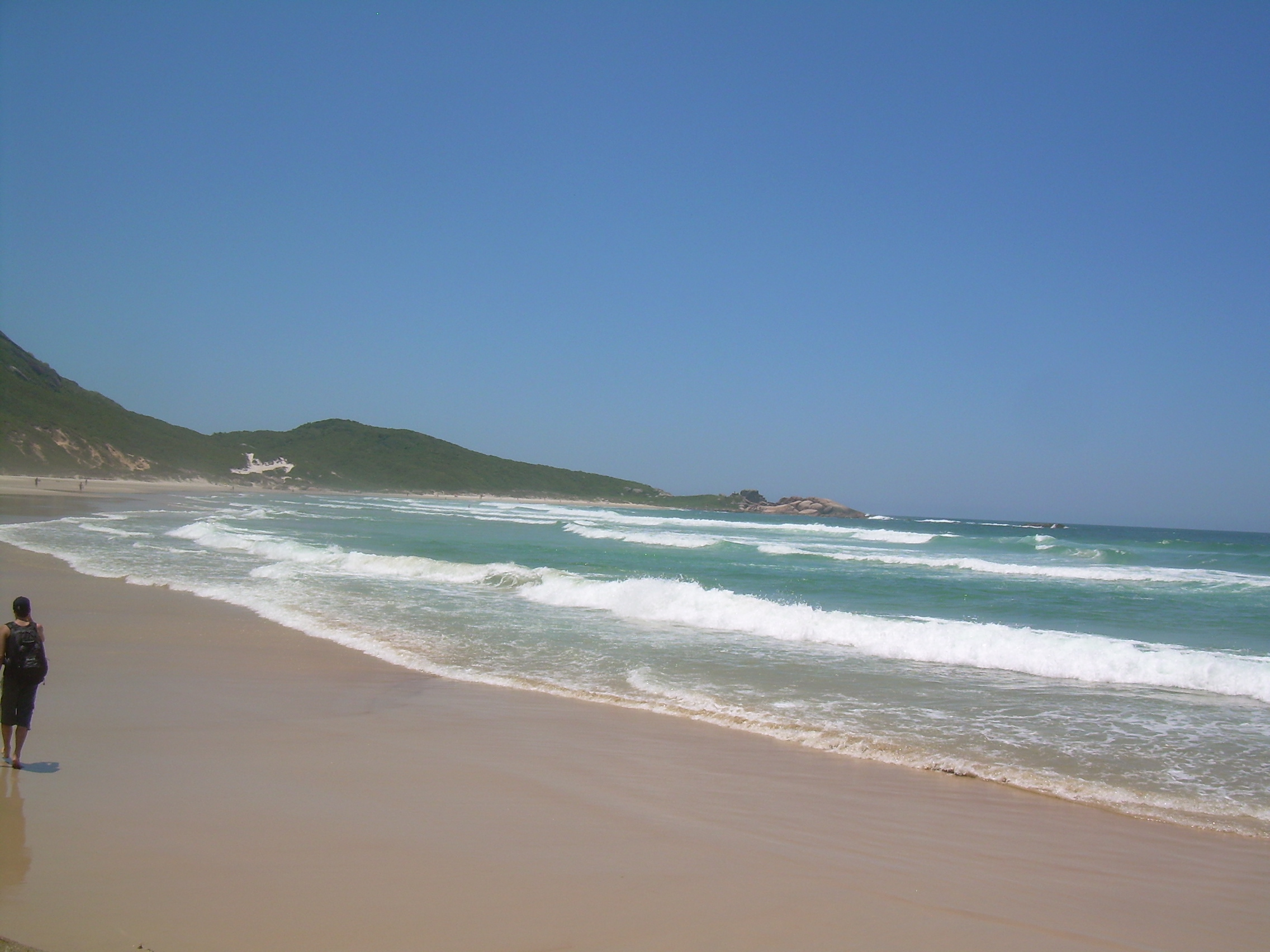
Praia da Galheta

Praia da Gelheta is een strand in het oosten van het eiland Santa Catarina. Het is gelegen in de gemeente Florianópolis in het zuiden van Brazilië. Het ligt op een afstand van 15 kilometer van het stadscentrum.
Het strand is toegankelijk na een korte wandeling via Praia Mole of Praia da Barra da Lagoa. Vanaf 1997 is naturisme hier toegestaan, maar dit werd daarvoor ook al beoefend.